# Noel Van Raalte
Noel Van Raalte (ur. 22 grudnia 1888 roku w Paddington, zm. 5 maja 1940 roku w Londynie) – brytyjski kierowca wyścigowy.

## Kariera
W swojej karierze Van Raalte startował głównie w Stanach Zjednoczonych w mistrzostwach AAA Championship Car oraz towarzyszącym mistrzostwom słynnym wyścigu Indianapolis 500. W sezonie 1915 Brytyjczyk wystartował łącznie w dwóch wyścigach, w Indianapolis 500 był dziesiąty. Z dorobkiem trzydziestu punktów uplasował się na 49 miejscu w końcowej klasyfikacji kierowców.